# Tênis de mesa nos Jogos Pan-Americanos
O Tênis de mesa nos Jogos Pan-Americanos foi introduzido em 1979, em San Juan.

## Quadro de Medalhas
| Ordem | País                     | Medalha de ouro | Medalha de prata | Medalha de bronze |    |
| ----- | ------------------------ | --------------- | ---------------- | ----------------- | -- |
| 1     | USA Estados Unidos       | 25              | 16               | 20                | 61 |
| 2     | BRA Brasil               | 18              | 15               | 17                | 50 |
| 3     | CAN Canadá               | 14              | 9                | 30                | 53 |
| 4     | DOM República Dominicana | 4               | 7                | 11                | 22 |
| 5     | PUR Porto Rico           | 4               | 1                | 6                 | 11 |
| 6     | CUB Cuba                 | 3               | 8                | 13                | 24 |
| 7     | ARG Argentina            | 1               | 8                | 4                 | 13 |
| 8     | MEX México               |                 | 2                | 3                 | 5  |
| 9     | CHI Chile                |                 | 1                | 12                | 13 |
| 10    | VEN Venezuela            |                 | 1                | 5                 | 6  |
| 11    | ECU Equador              |                 |                  | 3                 | 3  |
| 12    | PER Peru                 |                 |                  | 2                 | 2  |
| 12    | COL Colômbia             |                 |                  | 2                 | 2  |
| 14    | JAM Jamaica              |                 |                  | 1                 | 1  |

## Lista de Medalhistas

### Individual
| Edição             | Individual masculino | Individual masculino | Individual masculino |
| ------------------ | -------------------- | -------------------- | -------------------- |
| Edição             | Ouro                 | Prata                | Bronze               |
| Santiago 2023      | BRA Hugo Calderano   | CUB Andy Pereira     | MEX Marcos Madrid    |
| Santiago 2023      | BRA Hugo Calderano   | CUB Andy Pereira     | CAN Eugene Wang      |
| Lima 2019          | BRA Hugo Calderano   | DOM Jiaji Wu         | CAN Eugene WAng      |
| Lima 2019          | BRA Hugo Calderano   | DOM Jiaji Wu         | USA Kanak Jha        |
| Toronto 2015       | BRA Hugo Calderano   | BRA Gustavo Tsuboi   | BRA Thiago Monteiro  |
| Toronto 2015       | BRA Hugo Calderano   | BRA Gustavo Tsuboi   | CAN Eugene Wang      |
| Guadalajara 2011   | ARG Liu Song         | MEX Marcos Madrid    | EQU Alberto Mino     |
| Guadalajara 2011   | ARG Liu Song         | MEX Marcos Madrid    | DOM Lin Ju           |
| Rio 2007           | DOM Lin Ju           | ARG Liu Song         | BRA Hugo Hoyama      |
| Rio 2007           | DOM Lin Ju           | ARG Liu Song         | BRA Thiago Monteiro  |
| Santo Domingo 2003 | DOM Lin Ju           | BRA Thiago Monteiro  | BRA Hugo Hoyama      |
| Santo Domingo 2003 | DOM Lin Ju           | BRA Thiago Monteiro  | ARG Liu Song         |
| Winnipeg 1999      | USA David Zhuang     | ARG Liu Song         | CUB Francisco Arado  |
| Winnipeg 1999      | USA David Zhuang     | ARG Liu Song         | CHL Jorge Gambra     |
| Mar del Plata 1995 | BRA Hugo Hoyama      | BRA Cláudio Kano     | CAN Horatio Pintea   |
| Mar del Plata 1995 | BRA Hugo Hoyama      | BRA Cláudio Kano     | USA James Butler     |
| Havana 1991        | BRA Hugo Hoyama      | BRA Cláudio Kano     | CAN Horatio Pintea   |
| Havana 1991        | BRA Hugo Hoyama      | BRA Cláudio Kano     | USA James Butler     |
| Indianápolis 1987  | CAN Joe Ng           | USA Sean O'Neill     | BRA Cláudio Kano     |
| Indianápolis 1987  | CAN Joe Ng           | USA Sean O'Neill     | BRA Carlos Kawai     |
| Caracas 1983       | USA Brian Masters    | BRA Ricardo Inokuchi | DOM Mario Alvarez    |
| Caracas 1983       | USA Brian Masters    | BRA Ricardo Inokuchi | PER Walter Nathan    |
| San Juan 1979      | CAN Eddie Lo         | DOM Mario Alvarez    | CAN Alex Polisois    |
| San Juan 1979      | CAN Eddie Lo         | DOM Mario Alvarez    | DOM Raymundo Fermin  |

| Edição             | Individual feminino  | Individual feminino  | Individual feminino     |
| ------------------ | -------------------- | -------------------- | ----------------------- |
| Edição             | Ouro                 | Prata                | Bronze                  |
| Santiago 2023      | PUR Adriana Díaz     | BRA Bruna Takahashi  | CAN Zhang Mo            |
| Santiago 2023      | PUR Adriana Díaz     | BRA Bruna Takahashi  | USA Lily Zhang          |
| Lima 2019          | PUR Adriana Díaz     | USA Jennifer Wu      | PUR Melanie Díaz        |
| Lima 2019          | PUR Adriana Díaz     | USA Jennifer Wu      | BRA Bruna Takahashi     |
| Toronto 2015       | USA Wu Yue           | BRA Gui Lin          | BRA Caroline Kumahara   |
| Toronto 2015       | USA Wu Yue           | BRA Gui Lin          | USA Lily Zhang          |
| Guadalajara 2011   | CAN Zhang Mo         | DOM Wu Xue           | USA Ariel Hsing         |
| Guadalajara 2011   | CAN Zhang Mo         | DOM Wu Xue           | USA Lily Zhang          |
| Rio 2007           | USA Gao Jun          | DOM Wu Xue           | USA Wang Chen           |
| Rio 2007           | USA Gao Jun          | DOM Wu Xue           | CAN Judy Long           |
| Santo Domingo 2003 | USA Gao Jun          | DOM Wu Xue           | USA Tawny Banh          |
| Santo Domingo 2003 | USA Gao Jun          | DOM Wu Xue           | CHL Berta Rodriguez     |
| Winnipeg 1999      | USA Gao Jun          | CAN Geng Lijuan      | CAN Petra Cada          |
| Winnipeg 1999      | USA Gao Jun          | CAN Geng Lijuan      | USA Amy Feng            |
| Mar del Plata 1995 | CAN Geng Lijuan      | USA Lily Yip         | CAN Barbara Chiu        |
| Mar del Plata 1995 | CAN Geng Lijuan      | USA Lily Yip         | USA Diana Gee           |
| Havana 1991        | USA Insook Bhushan   | USA Lily Yip         | CUB Madeleine Armas     |
| Havana 1991        | USA Insook Bhushan   | USA Lily Yip         | CHL Jackeline Díaz      |
| Indianápolis 1987  | USA Insook Bhushan   | CAN Mariann Domonkos | PER Monica Liyau        |
| Indianápolis 1987  | USA Insook Bhushan   | CAN Mariann Domonkos | CUB Carmen Miranda Yera |
| Caracas 1983       | USA Insook Bhushan   | CUB Madeleine Armas  | VEN Elizabeth Popper    |
| Caracas 1983       | USA Insook Bhushan   | CUB Madeleine Armas  | CUB Marta Baez          |
| San Juan 1979      | CAN Mariann Domonkos | USA Liu Fan Yeen     | MEX Diana Guillen       |
| San Juan 1979      | CAN Mariann Domonkos | USA Liu Fan Yeen     | USA Judy Bochenski      |

### Duplas
| Edição             | Dupla masculina                       | Dupla masculina                             | Dupla masculina                        |
| ------------------ | ------------------------------------- | ------------------------------------------- | -------------------------------------- |
| Edição             | Ouro                                  | Prata                                       | Bronze                                 |
| Santiago 2023      | CUB Jorge Campos CUB Andy Pereira     | BRA Hugo Calderano BRA Vitor Ishiy          | ARG Horacio Cifuentes ARG Gastón Alto  |
| Santiago 2023      | CUB Jorge Campos CUB Andy Pereira     | BRA Hugo Calderano BRA Vitor Ishiy          | CHI Gustavo Gómez CHI Nicolás Burgos   |
| Lima 2019          | BRA Hugo Calderano BRA Gustavo Tsuboi | ARG Gastón Alto ARG Horacio Cifuentes       | PUR Brian Afanador PUR Daniel González |
| Lima 2019          | BRA Hugo Calderano BRA Gustavo Tsuboi | ARG Gastón Alto ARG Horacio Cifuentes       | DOM Emil Santos DOM Jiaji Wu           |
| Santo Domingo 2003 | BRA Hugo Hoyama BRA Thiago Monteiro   | BRA Gustavo Tsuboi BRA Bruno Anjos          | ARG Liu Song ARG Pablo Tabachnik       |
| Santo Domingo 2003 | BRA Hugo Hoyama BRA Thiago Monteiro   | BRA Gustavo Tsuboi BRA Bruno Anjos          | DOM Lin Ju DOM Roberto Brito           |
| Mar del Plata 1995 | BRA Cláudio Kano BRA Hugo Hoyama      | ARG Pablo Tabachnik ARG Martin Paradela     | CAN Joe Ng CAN Horatio Pintea          |
| Mar del Plata 1995 | BRA Cláudio Kano BRA Hugo Hoyama      | ARG Pablo Tabachnik ARG Martin Paradela     | CHL Juan Papic CHL Juan Salamanca      |
| Havana 1991        | BRA Cláudio Kano BRA Hugo Hoyama      | CAN Joe Ng CAN Horatio Pintea               | BRA Carlos Kawai BRA Silney Yuta       |
| Havana 1991        | BRA Cláudio Kano BRA Hugo Hoyama      | CAN Joe Ng CAN Horatio Pintea               | CUB Ruben Arado CUB Ernesto Gonzalez   |
| Indianápolis 1987  | CAN Joe Ng CAN Horatio Pintea         | BRA Cláudio Kano BRA Hugo Hoyama            | CHL Marcos Nunes CHL Jorge Gambra      |
| Indianápolis 1987  | CAN Joe Ng CAN Horatio Pintea         | BRA Cláudio Kano BRA Hugo Hoyama            | DOM Mario Alvarez DOM Juan Vila        |
| Caracas 1983       | BRA Ricardo Inokuchi BRA Cláudio Kano | DOM Raymundo Fermin DOM Juan Vila           | USA Brian Masters USA Sean O'Neill     |
| Caracas 1983       | BRA Ricardo Inokuchi BRA Cláudio Kano | DOM Raymundo Fermin DOM Juan Vila           | CHL Marcos Nunes CHL Jorge Gambra      |
| San Juan 1979      | CAN Eddie Lo CAN Alex Polisois        | DOM Mario Alvarez DOM Esteban Ortiz Gonzalo | DOM Raymundo Fermin DOM Juan Vila      |
| San Juan 1979      | CAN Eddie Lo CAN Alex Polisois        | DOM Mario Alvarez DOM Esteban Ortiz Gonzalo | ECU Gustavo Ripalda ECU Gustavo Ulloa  |

| Edição             | Dupla feminina                              | Dupla feminina                           | Dupla feminina                            |
| ------------------ | ------------------------------------------- | ---------------------------------------- | ----------------------------------------- |
| Edição             | Ouro                                        | Prata                                    | Bronze                                    |
| Santiago 2023      | USA Amy Wang USA Rachel Sung                | BRA Giulia Takahashi BRA Bruna Takahashi | CHI Paulina Vega CHI Daniela Ortega       |
| Santiago 2023      | USA Amy Wang USA Rachel Sung                | BRA Giulia Takahashi BRA Bruna Takahashi | PUR Adriana Díaz PUR Melanie Díaz         |
| Lima 2019          | PUR Adriana Díaz PUR Melanie Díaz           | USA Jennifer Wu USA Lily Zhang           | CAN Alicia Côté CAN Zhang Mo              |
| Lima 2019          | PUR Adriana Díaz PUR Melanie Díaz           | USA Jennifer Wu USA Lily Zhang           | BRA Bruna Takahashi BRA Jessica Yamada    |
| Santo Domingo 2003 | USA Gao Jun USA Jasna Fazlic                | USA Lily Yip USA Tawny Banh              | VEN Fabiola Ramos VEN Luisana Perez       |
| Santo Domingo 2003 | USA Gao Jun USA Jasna Fazlic                | USA Lily Yip USA Tawny Banh              | DOM Wu Xue DOM Olga Vila                  |
| Mar del Plata 1995 | CAN Geng Lijuan CAN Barbara Chiu            | CHL Sofija Tepes CHL Jackelin Diaz       | USA Tawny Banh USA Wang Wei               |
| Mar del Plata 1995 | CAN Geng Lijuan CAN Barbara Chiu            | CHL Sofija Tepes CHL Jackelin Diaz       | CHL Berta Rodriguez CHL Ursula Macaya     |
| Havana 1991        | USA Lily Yip USA Li Ai                      | USA Insook Bhushan USA Diana Gee         | CUB Madeleine Armas CUB Yolanda Rodrigues |
| Havana 1991        | USA Lily Yip USA Li Ai                      | USA Insook Bhushan USA Diana Gee         | CAN Julie Barton CAN Caroline Sylvestre   |
| Indianápolis 1987  | CUB Carmen Miranda Yera CUB Marisel Ramirez | CAN Mariann Domonkos CAN Thanh Mach      | CUB Madeleine Armas CUB Marta Baez        |
| Indianápolis 1987  | CUB Carmen Miranda Yera CUB Marisel Ramirez | CAN Mariann Domonkos CAN Thanh Mach      | ECU Patricia Cabrera ECU Betty Guamancera |
| Caracas 1983       | USA Insook Bhushan USA Diana Gee            | CUB Madeleine Armas CUB Marta Baez       | VEN Elizabeth Popper VEN Nieves Arevalo   |
| Caracas 1983       | USA Insook Bhushan USA Diana Gee            | CUB Madeleine Armas CUB Marta Baez       | CAN Mariann Domonkos CAN Thanh Mach       |
| San Juan 1979      | CAN Mariann Domonkos CAN Birute Plucas      | USA Judy Bochenski USA Connie Sweeris    | COL Ana Uribe COL Isabel Bastida          |
| San Juan 1979      | CAN Mariann Domonkos CAN Birute Plucas      | USA Judy Bochenski USA Connie Sweeris    | CUB Paquita Roman CUB Ailed Gonzalez      |

| Edição             | Dupla mista                            | Dupla mista                             | Dupla mista                              |
| ------------------ | -------------------------------------- | --------------------------------------- | ---------------------------------------- |
| Edição             | Ouro                                   | Prata                                   | Bronze                                   |
| Santiago 2023      | CUB Daniela Fonseca CUB Jorge Campos   | BRA Bruna Takahashi BRA Vitor Ishiy     | CHI Paulina Vega CHI Nicolás Burgos      |
| Santiago 2023      | CUB Daniela Fonseca CUB Jorge Campos   | BRA Bruna Takahashi BRA Vitor Ishiy     | CAN Eugene Wang CAN Zhang Mo             |
| Lima 2019          | CAN Eugene Wang CAN Zhang Mo           | BRA Bruna Takahashi BRA Gustavo Tsuboi  | USA Kanak Jha USA Jennifer Wu            |
| Lima 2019          | CAN Eugene Wang CAN Zhang Mo           | BRA Bruna Takahashi BRA Gustavo Tsuboi  | PUR Adriana Díaz PUR Brian Afanador      |
| Mar del Plata 1995 | CAN Horatio Pintea CAN Geng Lijuan     | CUB Francisco Arado CUB Madeleine Armas | BRA Hugo Hoyama BRA Lívia Kosaka         |
| Mar del Plata 1995 | CAN Horatio Pintea CAN Geng Lijuan     | CUB Francisco Arado CUB Madeleine Armas | CAN Joe Ng CAN Barbara Chiu              |
| Havana 1991        | USA Sean O'Neill USA Diana Gee         | CUB Ruben Arado CUB Yolanda Rodrigues   | CAN Joe Ng CAN Julie Barton              |
| Havana 1991        | USA Sean O'Neill USA Diana Gee         | CUB Ruben Arado CUB Yolanda Rodrigues   | CUB Ernesto Gonzalez CUB Madeleine Armas |
| Indianápolis 1987  | USA Khoa Nguyen USA Insook Bhushan     | USA Sean O'Neill USA Diana Gee          | CAN Joe Ng CAN Mariann Domonkos          |
| Indianápolis 1987  | USA Khoa Nguyen USA Insook Bhushan     | USA Sean O'Neill USA Diana Gee          | VEN Francisco Lopez VEN Elizabeth Popper |
| Caracas 1983       | USA Sean O'Neill USA Insook Bhushan    | CAN Horatio Pintea CAN Mariann Domonkos | BRA Cláudio Kano BRA Sandra Noda         |
| Caracas 1983       | USA Sean O'Neill USA Insook Bhushan    | CAN Horatio Pintea CAN Mariann Domonkos | VEN Francisco Lopez VEN Elizabeth Popper |
| San Juan 1979      | CAN Alex Polisois CAN Mariann Domonkos | MEX Sergio Sanchez MEX Diana Guillen    | CAN Eddie Lo CAN Birute Plucas           |
| San Juan 1979      | CAN Alex Polisois CAN Mariann Domonkos | MEX Sergio Sanchez MEX Diana Guillen    | USA Bui Quang Dang USA Liu Fan Yeen      |

### Equipes
| Edição             | Equipe masculina                                                                  | Equipe masculina                                        | Equipe masculina                                       |
| ------------------ | --------------------------------------------------------------------------------- | ------------------------------------------------------- | ------------------------------------------------------ |
| Edição             | Ouro                                                                              | Prata                                                   | Bronze                                                 |
| Santiago 2023      | BRA Hugo Calderano Vitor Ishiy Eric Jouti                                         | CAN Eugene Wang Edward Ly Siméon Martin                 | ARG Gastón Alto Horácio Cifuentes Santiago Lorenzo     |
| Santiago 2023      | BRA Hugo Calderano Vitor Ishiy Eric Jouti                                         | CAN Eugene Wang Edward Ly Siméon Martin                 | USA Jishan Liang Nandan Naresh Siddhartha Naresh       |
| Lima 2019          | USA Kanak Jha Nikhil Kumar Nicholas Tio                                           | ARG Gaston Alto Horacio Cifuentes Pablo Tabachnik       | CUB Andy Pereira Jorge Campos Livian Martinez          |
| Lima 2019          | USA Kanak Jha Nikhil Kumar Nicholas Tio                                           | ARG Gaston Alto Horacio Cifuentes Pablo Tabachnik       | BRA Eric Jouti Gustavo Tsuboi Hugo Calderano           |
| Toronto 2015       | BRA Hugo Calderano Thiago Monteiro Gustavo Tsuboi                                 | PAR Marcelo Aguirre Axel Gavilán Alejandro Toranzos     | PUR Brian Afanador Héctor Berrios Daniel Gonzáles      |
| Toronto 2015       | BRA Hugo Calderano Thiago Monteiro Gustavo Tsuboi                                 | PAR Marcelo Aguirre Axel Gavilán Alejandro Toranzos     | CAN Marko Medjugorac Pierre-Luc Thériault Eugene Wang  |
| Guadalajara 2011   | BRA Hugo Hoyama Thiago Monteiro Gustavo Tsuboi                                    | ARG Gaston Alto Liu Song Pablo Tabachnik                | CUB Jorge Campos Pavel Oxamendi Andy Pereira           |
| Guadalajara 2011   | BRA Hugo Hoyama Thiago Monteiro Gustavo Tsuboi                                    | ARG Gaston Alto Liu Song Pablo Tabachnik                | MEX Marcos Madrid Guillermo Muñoz Jude Okoh            |
| Rio 2007           | BRA Hugo Hoyama Thiago Monteiro Gustavo Tsuboi                                    | ARG Liu Song Pablo Tabachnik Gaston Alto                | CAN Pierre-Luc Hinse Shen Qiang Pradeeban Peter-Paul   |
| Rio 2007           | BRA Hugo Hoyama Thiago Monteiro Gustavo Tsuboi                                    | ARG Liu Song Pablo Tabachnik Gaston Alto                | USA Mark Hazinski Eric Owens Han Xiao                  |
| Winnipeg 1999      | USA David Zhuang Eric Owens Todd Sweeris                                          | ARG Liu Song Pablo Tabachnik Juan Frery                 | BRA Hugo Hoyama Thiago Monteiro Carlos Kawai           |
| Winnipeg 1999      | USA David Zhuang Eric Owens Todd Sweeris                                          | ARG Liu Song Pablo Tabachnik Juan Frery                 | CAN Pradeeban Peter-Paul Xavier Therien Horatio Pintea |
| Mar del Plata 1995 | BRA Cláudio Kano Hugo Hoyama Carlos Kawai Silnei Yuta                             | USA James Butler Sean O'Neill Chi-Sun Chui Derek May    | CAN Joe Ng Horatio Pintea Francis Trudel               |
| Havana 1991        | BRA Cláudio Kano Hugo Hoyama Carlos Kawai Silnei Yuta                             | USA James Butler Sean O'Neill Dhirem Narotam            | CAN Joe Ng Horatio Pintea                              |
| Indianápolis 1987  | BRA Cláudio Kano Hugo Hoyama Carlos Kawai Fumihiro Takahashi                      | USA James Butler Khoa Nguyen Sean O'Neill               | CAN Joe Ng Horatio Pintea                              |
| Caracas 1983       | BRA Ricardo Inokuchi Cláudio Kano Acássio Cunha Kuba Yoshinori Maurício Kobayashi | CAN Joe Ng Horatio Pintea Bao Nguyen Alain Bourbonnais  | DOM Mario Alvarez Raymundo Fermin Juan Vila            |
| Caracas 1983       | BRA Ricardo Inokuchi Cláudio Kano Acássio Cunha Kuba Yoshinori Maurício Kobayashi | CAN Joe Ng Horatio Pintea Bao Nguyen Alain Bourbonnais  | JAM Dados indisponíveis                                |
| San Juan 1979      | DOM Mario Alvarez Raymundo Fermin Esteban Ortiz Juan Vila                         | USA Quang Dang Bui David Sakai Dean Doyle Todd Petersen | CAN Eddie Lo Alex Polisois                             |

| Edição             | Equipe feminina                                         | Equipe feminina                                                      | Equipe feminina                                            |
| ------------------ | ------------------------------------------------------- | -------------------------------------------------------------------- | ---------------------------------------------------------- |
| Edição             | Ouro                                                    | Prata                                                                | Bronze                                                     |
| Santiago 2023      | USA Lily Zhang Amy Wang Rachel Sung                     | PUR Adriana Diaz Melanie Diaz Brianna Burgos                         | BRA Bruna Takahashi Giulia Takahashi Bruna Alexandre       |
| Santiago 2023      | USA Lily Zhang Amy Wang Rachel Sung                     | PUR Adriana Diaz Melanie Diaz Brianna Burgos                         | CHI Paulina Vega Daniela Ortega Zhiying Zeng               |
| Lima 2019          | PUR Adriana Diaz Melanie Diaz Daniely Rios              | BRA Caroline Kumahara Bruna Takahashi Jessica Yamada                 | CAN Alicia Côté Ivy Liao Zhang Mo                          |
| Lima 2019          | PUR Adriana Diaz Melanie Diaz Daniely Rios              | BRA Caroline Kumahara Bruna Takahashi Jessica Yamada                 | USA Jennifer Wu Lily Zhang Yue Wu                          |
| Toronto 2015       | USA Wu Yue Lily Zhang Zheng Jiaqi                       | BRA Gui Lin Caroline Kumahara Lígia Silva                            | CAN Alicia Cote Luo Anqi Zhang Mo                          |
| Toronto 2015       | USA Wu Yue Lily Zhang Zheng Jiaqi                       | BRA Gui Lin Caroline Kumahara Lígia Silva                            | PUR Carelyn Cordero Adriana Díaz Melanie Díaz              |
| Guadalajara 2011   | DOM Eva Brito Johenny Valdez Wu Xue                     | VEN Ruaida Ezzeddine Luisana Pérez Fabiola Ramos                     | COL Johana Araque Paula Medina Luisa Zuluaga               |
| Guadalajara 2011   | DOM Eva Brito Johenny Valdez Wu Xue                     | VEN Ruaida Ezzeddine Luisana Pérez Fabiola Ramos                     | USA Ariel Hsing Erica Wu Lily Zhang                        |
| Rio 2007           | USA Gao Jun Wang Chen Tawny Banh                        | CAN Judy Long Zhang Mo Chris Xu                                      | CUB Glendys Gonzalez Dayana Ferrer Anisleyvis Bereau       |
| Rio 2007           | USA Gao Jun Wang Chen Tawny Banh                        | CAN Judy Long Zhang Mo Chris Xu                                      | DOM Johenny Valdez Wu Xue Lian Qian                        |
| Winnipeg 1999      | USA Gao Jun Tawny Banh Amy Feng                         | CAN Geng Lijuan Chris Xu Petra Cada                                  | BRA Eugênia Ferreira Lígia Silva Lyanne Kosaka             |
| Winnipeg 1999      | USA Gao Jun Tawny Banh Amy Feng                         | CAN Geng Lijuan Chris Xu Petra Cada                                  | CHL Berta Rodriguez Sofija Tepes Silvia Morel              |
| Mar del Plata 1995 | CAN Geng Lijuan Barbara Chiu Chris Xu Petra Cada        | USA Diana Gee Lily Yip Tawny Banh Wang Wei                           | CUB Madeleine Armas                                        |
| Havana 1991        | USA Insook Bhushan Diana Gee Lily Yip Li Ai             | CUB Madeleine Armas Yolanda Rodriguez Leticia Suarez Maricel Ramirez | BRA Carla Tibério Lyanne Kosaka Marta Massuda Mônica Dotti |
| Indianápolis 1987  | USA Insook Bhushan Diana Gee Lisa Gee Takako Tren Holme | CUB Madeleine Armas Marta Baez Carmem Miranda Yera Maricel Ramirez   | CAN Mariann Domonkos Thanh Mach                            |
| Caracas 1983       | USA Insook Bhushan Diana Gee                            | CUB Madeleine Armas Marta Baez Carmem Miranda Yera                   | CAN Mariann Domonkos Thanh Mach                            |
| Caracas 1983       | USA Insook Bhushan Diana Gee                            | CUB Madeleine Armas Marta Baez Carmem Miranda Yera                   | DOM Blanca Alejo Brigida Perez                             |
| San Juan 1979      | CAN Mariann Domonkos Birute Plucas                      | USA Liu Fan Yeen Judy Bochenski Connie Sweeris                       | TRI Nadira Abdool Tara Hansrajsingh                        |